# Benzylkalium
Benzylkalium ist eine Organokaliumverbindung mit der Summenformel C7H7K, die als luftempfindlicher, oranger Feststoff vorliegt. Wie fast alle metallorganische Verbindungen von Alkalimetallen ist Benzylkalium hochreaktiv, sodass es sich in koordinierenden Lösungsmitteln wie Ethern und Aminen im Gegensatz zu Kohlenwasserstoffen langsam zersetzt.

## Synthese
Eine frühe Synthese folgt einer zweistufigen Transmetallierung über eine quecksilberorganische Verbindung (Ditolylquecksilber) und p-Tolylkalium:
{\displaystyle {\ce {(CH3C6H4)2Hg + 2 K -> 2 CH3C6H4K + Hg}}}
{\displaystyle {\ce {CH3C6H4K -> KCH2C6H5}}}
Modernere synthetische Ansätze sind die Reaktion von Butyllithium mit Kalium-tert-butanolat und Toluol oder der Reaktion von Toluol mit Kalium in der Gegenwart von Hexamethyldistannan.

## Verwendung

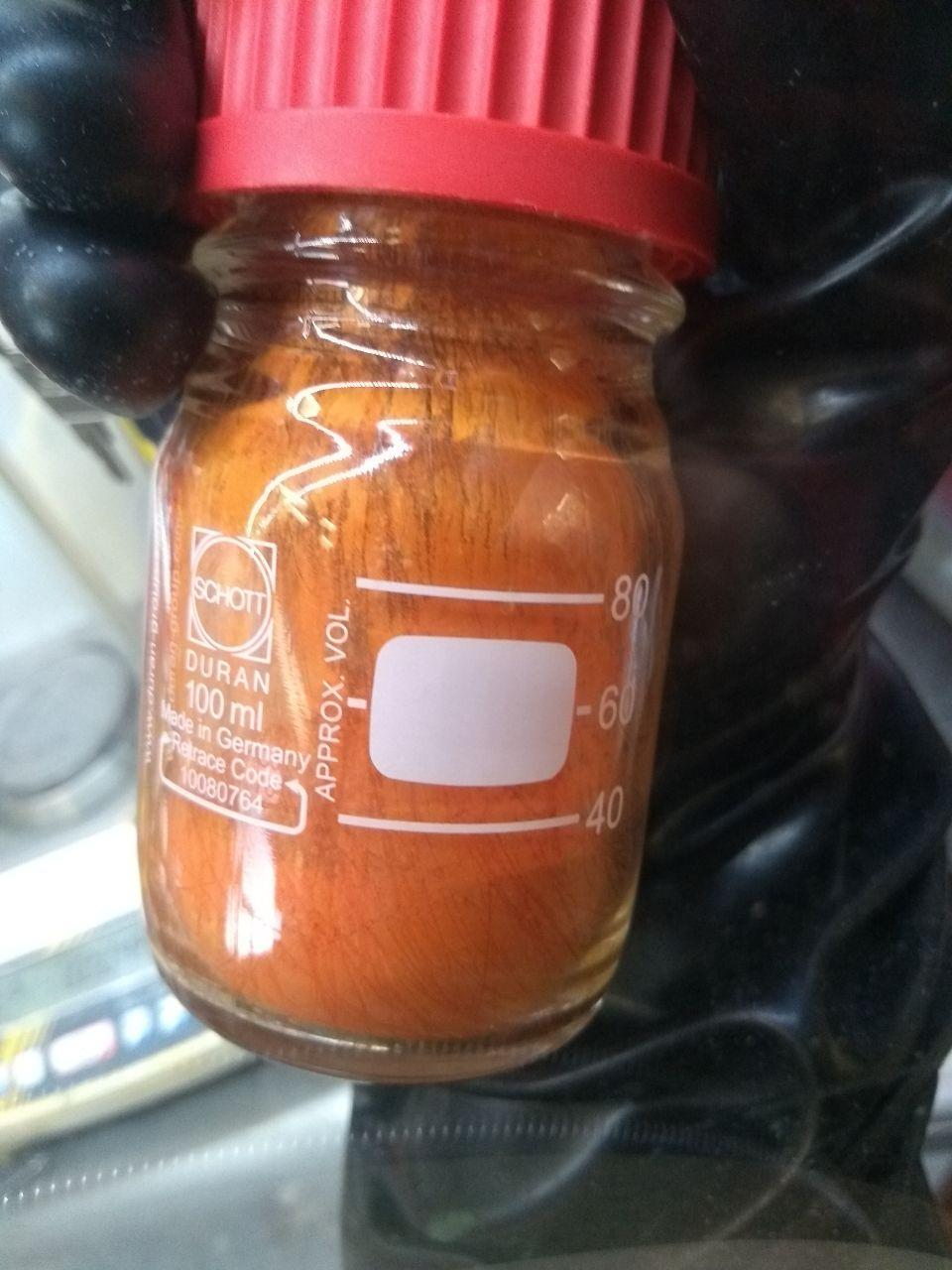
Benzylkalium

Am häufigsten findet Benzylkalium wahrscheinlich als starke Base zur Herstellung von Kaliumsalzen Einsatz. Auch Imidazoliumsalze können mittels Benzylkalium zu Carbenen deprotoniert werden.